# Alexandre Iracà
Alexandre Iracà, né le 7 juillet 1970 à Val-d'Or, est un avocat et homme politique québécois.
Il est député libéral à l'Assemblée nationale du Québec, représentant la circonscription de Papineau des élections générales québécoises de 2012 jusqu'à celles de 2018. Il est président de la Commission des transports et de l’environnement de 2016 à 2018.

## Biographie
Né le 7 juillet 1970 à Val-d'Or au Québec, Alexandre Iracà complète un baccalauréat en psychoéducation à l'Université du Québec à Hull en 1991. En 1995, il obtient sa licence en droit de l'Université d'Ottawa et il est admis au Barreau du Québec en 1997.

### Carrière professionnelle
Alexandre Iracà a occupé plusieurs emplois avant de se lancer en politique. Il a notamment été Éducateur spécialisé (psychoéducation) au Centre jeunesse de l’Outaouais de 1994 à 1997 et président du conseil d'administration du Centre de ressourcement de la famille de l'Outaouais de 1996 à 2000.
Détenant également un baccalauréat en droit, il est avocat et conseiller juridique de 1997 à 1999, puis agent de probation au ministère de la Sécurité publique de 1999 à 2000 et de 2007 à 2008. De 2000 à 2007, il travaille au ministère de l'Emploi et de la Solidarité sociale en tant qu'enquêteur en matière frauduleuse. 
Il retourne par la suite dans le domaine de l'éducation en étant commissaire, puis vice-président et président de la Commission scolaire au Cœur-des-Vallées, de 2003 à 2012. Pendant ce temps, en 2008 et en 2009, il est également directeur des services administratifs au ministère de la Sécurité publique, ainsi que directeur régional de l’Outaouais au ministère du Développement durable, de l’Environnement et des Parcs de 2010 à 2012. 

### Carrière politique
Lors des élections générales du 4 septembre 2012, il est élu député de la circonscription de Papineau à l'Assemblée nationale du Québec. Il est réélu en 2014 puis battu en 2018.
Lors de ses mandats, il est adjoint parlementaire au ministre de l'Éducation, du Loisir et du Sport et ministre de l'Enseignement supérieur, de la Recherche et de la Science (volets persévérance scolaire et formation professionnelle et technique) d'avril 2014 à février 2015 et adjoint parlementaire au ministre de l'Éducation, de l'Enseignement supérieur et de la Recherche (volets persévérance scolaire et formation professionnelle et technique) de 2015 à 2016. Il est également vice-président de la Commission de l'agriculture, des pêcheries, de l'énergie et des ressources naturelles du 10 février au 18 octobre 2016, ainsi que président de la Commission des transports et de l'environnement d'octobre 2016 à août 2018.

#### Fonctions politiques, parlementaires et ministérielles
Alexandre Iracà occupe plusieurs fonctions lors de sa carrière politique. Il est notamment membre de la Section du Québec de la Confédération parlementaire des Amériques (COPA), membre de la Délégation de l'Assemblée nationale pour les relations avec l'Assemblée nationale française (DANRANF), membre de la Délégation de l'Assemblée nationale pour les relations avec les institutions européennes (DANRIE), membre de la Section du Québec, Association parlementaire Nouveau-Brunswick—Québec (APNBQ), membre de la Commission de l'aménagement du territoire, ainsi que porte-parole de l'opposition officielle en matière de jeunesse, de loisirs et de sports.

## Résultats électoraux
|                                                                                               | Nom                       | Parti               | Nombre de voix | %      | Maj.  |
| --------------------------------------------------------------------------------------------- | ------------------------- | ------------------- | -------------- | ------ | ----- |
|                                                                                               | Mathieu Lacombe           | Coalition avenir    | 16 975         | 46,9 % | 8 617 |
|                                                                                               | Alexandre Iracà (sortant) | Libéral             | 8 358          | 23,1 % | -     |
|                                                                                               | Mélanie Pilon-Gauvin      | Québec solidaire    | 5 434          | 15 %   | -     |
|                                                                                               | Yves Destroismaisons      | Parti québécois     | 3 828          | 10,6 % | -     |
|                                                                                               | Michel Tardif             | Vert                | 547            | 1,5 %  | -     |
|                                                                                               | Joanne Godin              | Conservateur        | 463            | 1,3 %  | -     |
|                                                                                               | Lynn Boyer                | Citoyens au pouvoir | 252            | 0,7 %  | -     |
|                                                                                               | Isabelle Yde              | Parti nul           | 227            | 0,6 %  | -     |
|                                                                                               | Claude Flaus              | Parti 51            | 84             | 0,2 %  | -     |
| Total                                                                                         | Total                     | Total               | 36 168         | 100 %  |       |
| Le taux de participation lors de l'élection était de 60,9 % et 446 bulletins ont été rejetés. |                           |                     |                |        |       |

|                                                                                               | Nom                       | Parti            | Nombre de voix | %      | Maj.  |
| --------------------------------------------------------------------------------------------- | ------------------------- | ---------------- | -------------- | ------ | ----- |
|                                                                                               | Alexandre Iracà (sortant) | Libéral          | 18 330         | 50,4 % | 9 355 |
|                                                                                               | Jean-Francois Primeau     | Parti québécois  | 8 975          | 24,7 % | -     |
|                                                                                               | René Langelier            | Coalition avenir | 5 860          | 16,1 % | -     |
|                                                                                               | Marc Sarazin              | Québec solidaire | 2 432          | 6,7 %  | -     |
|                                                                                               | Christine Gagné           | Parti nul        | 498            | 1,4 %  | -     |
|                                                                                               | Jonathan Beauchamp        | Option nationale | 309            | 0,8 %  | -     |
| Total                                                                                         | Total                     | Total            | 36 404         | 100 %  |       |
| Le taux de participation lors de l'élection était de 63,6 % et 455 bulletins ont été rejetés. |                           |                  |                |        |       |

|                                                                                               | Nom                   | Parti              | Nombre de voix | %      | Maj. |
| --------------------------------------------------------------------------------------------- | --------------------- | ------------------ | -------------- | ------ | ---- |
|                                                                                               | Alexandre Iracà       | Libéral            | 12 996         | 34,8 % | 167  |
|                                                                                               | Jean-François Primeau | Parti québécois    | 12 829         | 34,3 % | -    |
|                                                                                               | Chantal Dubé          | Coalition avenir   | 8 218          | 22 %   | -    |
|                                                                                               | Katia Gagnon          | Québec solidaire   | 1 963          | 5,3 %  | -    |
|                                                                                               | Jonathan Beauchamp    | Option nationale   | 574            | 1,5 %  | -    |
|                                                                                               | Christine Gagné       | Parti nul          | 446            | 1,2 %  | -    |
|                                                                                               | Mario Parent          | Indépendant        | 246            | 0,7 %  | -    |
|                                                                                               | Alexandre Deschênes   | Marxiste-léniniste | 115            | 0,3 %  | -    |
| Total                                                                                         | Total                 | Total              | 37 387         | 100 %  |      |
| Le taux de participation lors de l'élection était de 66,5 % et 399 bulletins ont été rejetés. |                       |                    |                |        |      |